# Ralph Copeland

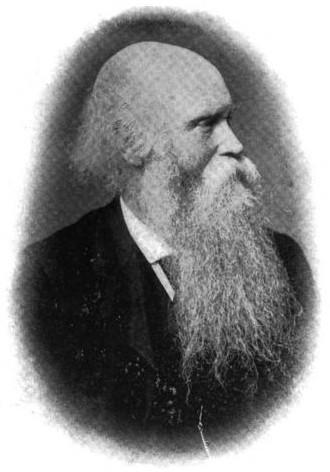
Ralph Copeland in 1905.

Ralph Copeland (Woodplumpton, 3 september 1837 - Edinburgh, 27 oktober 1905) was een Brits astronoom en van 29 januari 1889 tot zijn dood de derde Astronomer Royal for Scotland. Hij studeerde astronomie aan de Georg-August-Universität Göttingen in Duitsland.

## Copeland-septet
Ralph Copeland ontdekte 35 NGC-objecten, waarvan zeven sterrenstelsels in het sterrenbeeld Leeuw behoren tot het Copeland-septet: NGC 3745, 3746, 3748, 3750, 3751, 3753 en 3754.

## De andere door R. Copeland ontdekte NGC objecten
Sterrenstelsels
NGC 81, NGC 85, NGC 203, NGC 295, NGC 739, NGC 930 (mogelijk fragment van William Herschel's NGC 932), NGC 2363, NGC 2429, NGC 2457, NGC 2570, NGC 2799, NGC 3214, NGC 3736, NGC 3743, NGC 3758, NGC 7766, NGC 7767, NGC 7819.
Planetaire nevels
NGC 5315, NGC 5873, NGC 6153, NGC 6884 (herontdekking, object reeds eerder ontdekt door Edward Charles Pickering), NGC 6886, NGC 6891, NGC 7114 (mogelijk nevelachtig omhulsel rond J.F.J.Schmidt's Q Cygni nova).
Voorgrondsterren
NGC 760, NGC 1062, NGC 7486.
- Gemeinsame Normdatei: 117698393
- International Standard Name Identifier: 0000 0000 0431 4497
- Library of Congress Control Number: nr00024776
- SNAC: w6fb6748
- Système universitaire de documentation: 20356801X
- Virtual International Authority File: 74248956
- WorldCat: E39PBJgRR4cHqjKRtvJgmqMtrq